# Blue Room (Unwritten Law)
Blue Room è il primo album in studio del gruppo pop punk statunitense Unwritten Law, pubblicato nel 1994.

## Tracce
1. C.P.K. – 2:40
2. Shallow – 3:13
3. What About Me – 2:26
4. Suzanne – 2:22
5. Obsession – 1:47
6. Tribute – 2:26
7. Lessons – 2:01
8. Superficial Society – 1:52
9. Kill to Breathe – 4:38
10. Switch – 1:56
11. World War III – 1:56
12. Blurred (Part 2) – 5:33

## Formazione
- Scott Russo - voce
- Steve Morris - chitarra
- Rob Brewer - chitarra
- John Bell - basso
- Wade Youman - batteria